# Casteljaloux
Casteljaloux település Franciaországban, Lot-et-Garonne megyében. Lakosainak száma 4639 fő (2022. január 1.). Casteljaloux Labastide-Castel-Amouroux, Pompogne, Pindères, La Réunion, Leyritz-Moncassin, Poussignac és Beauziac községekkel határos.

## Népesség
A település népességének változása:
| Lakosok száma | 5406 | 5229 | 5048 | 4617 | 4645 | 4659 | 4579 | 4518 | 4521 | 4639 |
|               | 1968 | 1982 | 1990 | 2006 | 2013 | 2015 | 2017 | 2019 | 2020 | 2022 |